# Henry Kwong
Henry Kwong (Hongkong, 1986) is een autocoureur uit Hongkong.

## Carrière
Kwong begon zijn autosportcarrière in 2011 in het Hong Kong Touring Car Championship, waarin hij in de 2000 Class als zestiende eindigde in het kampioenschap. In 2012 keerde hij terug in de 2000 Class van het HKTCC en eindigde hier als zesde in de eindstand. Ook reed hij in de Chinese Volkswagen Scirocco R-Cup, waar hij tweede werd in het kampioenschap. In 2013 kwam hij opnieuw uit in de Chinese VW Scirocco R-Cup, naast een programma in de Aziatische Lamborghini Super Trofeo.
In 2014 maakte Kwong zijn debuut in het World Touring Car Championship voor het team Campos Racing voor de laatste twee raceweekenden van het seizoen op het Suzuka International Racing Course en het Circuito da Guia. Voor het hoofdkampioenschap scoorde hij geen punten, maar in het independentskampioenschap behaalde hij een podium in de eerste race op Suzuka en een vijfde plaats in de laatste race op het Circuito da Guia, waardoor hij met tien punten zevende werd in de eindstand. Ook was hij gerechtigd om mee te doen in de Eurosport Asia Trophy, waar hij met één overwinning op Suzuka als tweede eindigde achter Filipe de Souza, de enige coureur die in alle races van het kampioenschap deelnam.